# رورداهایزوم
ردوزوم (به هلندی: Roordahuizum) یک منطقهٔ مسکونی در هلند است که در Boarnsterhim واقع شده‌است. ردوزوم ۱٬۳۲۰ نفر جمعیت دارد.